# OpenOffice.org
Ne doit pas être confondu avec Apache OpenOffice ou LibreOffice.
Chronologie des versions
Apache OpenOffice, Oracle Open Office (d) et LibreOffice
OpenOffice.org (surnommé « projet OOo ») est un projet né le 13 octobre 2000 à l'initiative de Sun Microsystems en vue de produire une suite bureautique libre et gratuite fondée sur StarOffice. Le produit résultant est diffusé sous le même nom et sous plusieurs licences (la LGPL et, jusqu’à la version 2.0 beta 2 incluse, la SISSL), et fonctionne sur plusieurs plateformes dont Windows, de nombreux Unix (Linux, Solaris), ou Apple Mac OS X. La première version d'OpenOffice est lancée le 1er mai 2002. Le but énoncé est d'offrir une alternative à la suite bureautique propriétaire Microsoft Office à laquelle OpenOffice prendra une part de marché significative.
Dans le cadre de sa politique de transparence, le format de stockage utilisé par OOo sera dès la version 2.0 conforme au format ouvert OpenDocument, adopté par l’organisme de normalisation OASIS, puis par l’ISO, comme format bureautique de référence[Passage à actualiser]. OOo permet également l'export au format PDF. Afin de faciliter l'interopérabilité, OOo permet l'import des formats Microsoft.
À partir de la version 3.2.1, OpenOffice.org est développé par Oracle à la suite du rachat de Sun Microsystems par cette entreprise. Depuis la version 3.3.0 sortie en janvier 2011, qui est la dernière version d'OpenOffice.org, le projet original s'est scindé en deux branches distinctes : LibreOffice  et Apache OpenOffice. LibreOffice (projet le plus actif,,,) est soutenu par la fondation The Document Foundation et la communauté d'utilisateurs d'OpenOffice. Apache OpenOffice, lui, est soutenu par la fondation Apache (à la suite du retrait d'Oracle du projet OpenOffice.org en avril 2011, repris par la fondation Apache).

## Histoire
Star Division, une entreprise allemande fondée au milieu des années 1980 publie les versions successives de sa suite bureautique multiplateforme et multilingue StarOffice, jusqu’à sa version 5.1 en 1999, année de son acquisition par la société Sun Microsystems. Le 19 juin 2000, alors que la version 5.2 est éditée, Sun annonce que le code source sera désormais disponible sous licence GNU General Public Licence et géré par CollabNet. Le projet OpenOffice.org est alors créé en ayant pour but d’héberger le code et les outils nécessaires au développement. Le nom OpenOffice.org désigne l’ensemble du projet, y compris l’application elle-même, qui ne peut s’appeler simplement OpenOffice, nom déjà déposé. Le code source est rendu disponible le 13 octobre 2000 sous GNU LGPL et SISSL, permettant à Sun Microsystems de bâtir les futures versions de sa suite propriétaire StarOffice à compter de la 6.0, sur la base d’OpenOffice.org, à l’instar de la relation entre les logiciels Mozilla et Netscape.
Le projet OpenOffice.org francophone est lancé en mode test en avril 2001 et entraîne avec succès une extension alors originale du mode de développement communautaire : les projets « native-lang ». Une structure hiérarchisée permet aux communautés de développeurs et utilisateurs dans le monde de préparer leurs travaux dans leur langue natale, pour plus de fluidité et d’autonomie; les résultats les plus aboutis sont ensuite avalisés par le projet racine en langue anglaise et intégrés à la version distribuée du logiciel.
À partir de la version 3.0.0, le logiciel est passé de la licence GNU LGPL 2.1 à la licence GNU LGPL 3. À partir de la version 3.2.1, OpenOffice.org est développé par Oracle à la suite du rachat de Sun Microsystems par cette entreprise. En avril 2011, Oracle annonce son retrait du projet OpenOffice.org. Peu après, Oracle cède le projet à la fondation Apache et OpenOffice.org rejoint l'incubateur de projets Apache.
La dernière version de la suite bureautique publiée sous le nom OpenOffice.org est la 3.3.0 sortie le 26 janvier 2011. Les versions suivantes ont été publiées sous le nom Apache OpenOffice pour la branche Apache et LibreOffice pour la branche The Document Foundation.
De fait, le projet original se scinde en deux branches : la branche Oracle et la branche communautaire.
La branche Oracle cède ses droits et le nom OpenOffice.org à la fondation Apache. Les membres de la fondation Apache, ayant souhaité que le mot Apache apparaisse, ont modifié le nom du projet et du produit en « Apache OpenOffice ». La branche communautaire, soutenue par The Document Foundation, poursuit la diffusion de la suite bureautique LibreOffice.

Chronologie des principaux dérivés de StarOffice et OpenOffice.org (OpenOffice.org est en bleu marine).

## Parts de marché

Nombre de téléchargements par semaine des deux principaux remplaçants d'Openoffice.org : LibreOffice et Apache OpenOffice.

L’adoption de OOo par un nombre croissant de grandes entreprises, de PME et d'organismes publics (gouvernements, écoles, universités, etc.) montre que OOo s'est positionné comme concurrent sérieux à Microsoft sur le marché des suites bureautiques. Bien que Microsoft Office garde la plus large part du marché général, OpenOffice.org assurait plus de 14 % du marché des grandes entreprises en 2004. Le site web d'OpenOffice.org rapporte que près de cent millions de téléchargements ont été effectués. En 2010, OpenOffice.org possède une réelle base d'utilisateurs car c'est la 2e suite bureautique en termes de part de marché (avec par exemple en France une part de marché de 19 %).
Les utilisateurs d’OpenOffice.org à grande échelle incluent le ministère de la défense de Singapour, et le Bristol City Council, à Bristol, au Royaume-Uni. En France, OpenOffice.org attire l'attention des administrations locales et nationales souhaitant rationaliser l'utilisation de leurs ressources consacrées à l'achat de logiciels et utiliser des formats de fichiers stables et standards pour l'archivage. Le groupe de Mutualisation interministérielle pour un environnement de travail ouvert pour OpenOffice.org (MiMOOo) est créé en 2005 pour faciliter les migrations. En 2006, la suite OpenOffice.org équipe officiellement les douanes françaises et la gendarmerie française. L'administration française annonce également la migration, pour le courant de 2007, de 400 000 postes sous OpenOffice.org, en particulier au Ministère des Finances.  
En Belgique, certaines communes annoncent également la migration totale vers la suite bureautique, après que le service informatique de la région de Bruxelles-Capitale eut expérimenté la suite bureautique.
En octobre 2005, Sun et Google annoncent un partenariat stratégique. Selon cet accord, Sun prévoit d’ajouter une barre de recherche Google dans OpenOffice.org. Sun et Google devraient par ailleurs s’engager dans des activités communes de marketing et de recherche et développement, et Google contribuer à distribuer OpenOffice.org.
Sur l'ensemble StarOffice de Sun, se greffent un certain nombre de produits dérivés commerciaux d’OpenOffice.org. La plupart d’entre eux sont développés sous licences SISSL (qui est valide jusqu’à OpenOffice.org 2.0 Beta 2). En général, ils ciblent un marché local ou de niche, avec des greffons propriétaires tels que des modules de reconnaissance de la parole, des connexions automatiques à des bases de données, ou une meilleure prise en charge des caractères typographiques asiatiques CJC (CJK).
Le 29 octobre 2009, le logiciel franchit la barre des 100 millions de téléchargements depuis le lancement de la version 3.0, soit un peu plus d'un an auparavant. À partir de 2011, du fait de l’arrêt des évolutions d'OpenOffice.org, la part de marché de cette branche diminue rapidement, notamment au profit des souches filles Apache OpenOffice et LibreOffice.

## Organisation

### Composants
OpenOffice.org est une suite bureautique, c’est-à-dire un ensemble de modules pouvant interagir entre eux pour créer et modifier des documents bureautiques, tels que des articles, des lettres, des tableaux de chiffres, ou des présentations.
Ces modules sont :
|  | Writer  | Destiné aux documents essentiellement textuels, il est de loin le module le plus couramment utilisé. Writer permet de gérer en plusieurs langues les paragraphes et mettre en forme les documents, tant au niveau de leur contenu sémantique que de leur mise en page.       |
|  | Calc    | Il s'agit d’un tableur de 1024 colonnes par feuille, qui dispose de nombreuses fonctions : de multiples utilisateurs peuvent travailler sur la même feuille de calcul, traitement de certaines macros d'Excel, traitements et analyses de données, génération de graphiques. |
|  | Impress | Permet de composer des présentations sous forme de suites de diapositives. Celles-ci visent à mettre en valeur visuellement les points importants d’un exposé oral. |
|  | Base    | Présent à partir de la version 2.0, permet de créer des bases de données. |
|  | Draw    | Outil de dessin vectoriel pour les schémas et les illustrations simples. Il permet de manipuler des primitives graphiques simples (flèches, figures géométriques, étiquettes, cotations) par l'utilisation de calques (ou couches) et d’objets.                              |
|  | Math    | Outil pour la composition de formules mathématiques. Les formules peuvent être incluses dans les autres documents OpenOffice.org. |

OpenOffice.org comporte également d'autres modules, tels qu'un éditeur HTML pour la création de pages web (Writer/Web), un éditeur de formulaires XML (XML Form Document), un éditeur de code source pour composer des macrocommandes, un utilitaire pour mettre du texte en relief Fontwork, etc.

#### Précédents logos

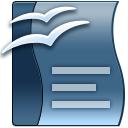
Ancien logo de Writer.
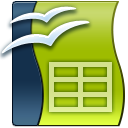
Ancien logo de Calc.
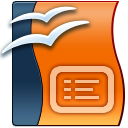
Ancien logo de Impress.
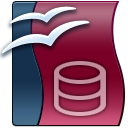
Ancien logo de Base.
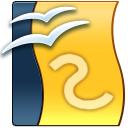
Ancien logo de Draw.
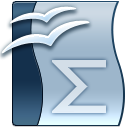
Ancien logo de Math.

### Interface utilisateur
OpenOffice.org représente un document comme un ensemble d’objets sur lesquels sont appliqués des styles. Un style est une collection de propriétés à la fois structurelles et de mise en forme. Une utilisation courante d’OpenOffice.org consiste donc à alterner entre la rédaction de texte et l’application de styles sur celui-ci. L’interface d’OpenOffice.org présente le « styliste », une palette consacrée à la gestion des styles.
Les styles s'appliquent sur toutes sortes d’objets : paragraphes, cadres, page, caractères, numérotations, etc. Les propriétés qu'ils définissent sont entre autres : le type d’un texte (standard, titre, note de bas de page, etc.), les caractéristiques visuelles d’un texte (choix de la fonte, la taille, l’alignement, la couleur, etc.), le type d’un compteur, l’ombrage d’une image, le nombre de colonnes d’une page, le sens d’écriture d’un cadre (par exemple, pour écrire du japonais à la verticale), etc. Les styles peuvent être créés pour toutes sortes d’usages, et même avoir des propriétés conditionnelles. Pour les usages ponctuels de mise en forme, des styles « automatiques », dépourvus de sens sémantique, sont générés par le programme. L’abus de ces styles automatiques est considéré comme une erreur d’utilisation, surchargeant inutilement le document.
La fenêtre « navigateur » permet de rapidement naviguer à travers le document et manipuler sa structure. Les styles fournissent l’information structurelle nécessaire, permettant au navigateur de proposer des fonctionnalités comme le déplacement de sections, le changement de leur niveau hiérarchique, la pose de signets, etc.
Les primitives d'objets, spécifiques au module utilisé sont accessibles dans une barre d’instruments dont les boutons donnent accès aux fonctionnalités les plus couramment utilisées, tandis que les plus occasionnelles sont organisées en menus déroulants. Parmi celles-ci, la création et gestion de documents « modèles » et les « auto-pilotes » permettent de composer dans un cadre déjà établi précédemment ; les variables, compteurs, et auto-texte permettent d’automatiser les champs et valeurs récurrents dans un document, et les fonctions de macro-commandes peuvent servir à « programmer » dans OpenOffice.org.
L'interface d'OpenOffice.org est disponible dans un grand nombre de langues, dont le français, et permet de composer des documents multilingues, notamment grâce au support des langues asiatiques, à écriture horizontale ou verticale, et boustrophédons, à écriture bidirectionnelle, alternant entre droite-gauche et gauche-droite. S'y ajoute un vérificateur d'orthographe (ainsi que grammatical depuis la version 3.0.1) aux niveaux d’avancement divers selon la langue.

## Développement

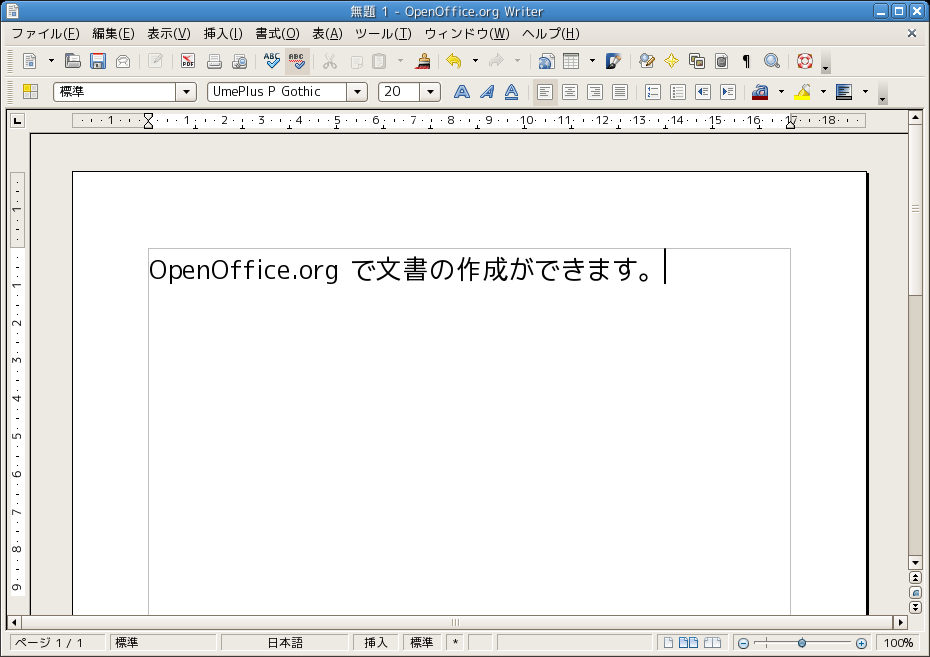
OpenOffice.org est traduit dans de nombreuses langues.

Le site web OpenOffice.org est l'endroit de fédération pour les communautés, codes sources, programmes exécutables, forums, listes de diffusions, système de rapports de bugs, des ressources pour les utilisateurs (extensions, modèles, documentations internes et externes, manuels d'utilisateurs, ...) organisation d’événements, relations publiques et, de manière plus générale, toute activité en relation avec le projet.

### Différents sous-projets
OpenOffice.org, le projet général, compte plus d’une vingtaine de sous-projets répartis en trois catégories principales. Accepted, comprenant les projets les plus techniques, Incubator, regroupant les projets expérimentaux et les essais, et Native-Lang fournissant les ressources dans une langue particulière. Un projet OpenOffice.org s’organise comme un groupe de développeurs autour d’un chef de projet.
Chaque catégorie comporte de nombreux projets et sous-projets. Parmi les Accepted, on trouve des projets :
- liés à la programmation du cœur de l’application ; dont API (Interface de programmation), Application Framework, UNO (Universal Network Object), database (base de données), UCB (Universal Content Broker)…
- liés à l’environnement de programmation ; dont Build Tools and Environment (environnement et outils de construction), Utilities (utilitaires)…
- liés à l’interface graphique ; dont Graphic System Layer (couche graphique du système), User Interface (interface utilisateur)…
- liés aux modules de la suite ; dont Word Processing (traitement de texte), Graphic Application (application graphique), Spreadsheet (feuille de calcul)…
- liés à l’internationalisation ; dont Lingucomponent (dictionnaires), Localization (traductions)…
- liés au guidage de l'utilisateur ; dont Documentation, pour rédiger des modes d’emplois et tutoriels, Installation, Website…
- liés aux versions du logiciel ; dont QA (Quality Assurance, soit la certification de la qualité), Porting (pour porter le logiciel sur des nouvelles plateformes), External (externe)…
- liés à la gestion des formats XML, définition et manipulation
- liés au marketing, pour pousser l’usage d’OpenOffice.org dans les entreprises, écoles, et administrations dans le monde.

D’autres projets sont en développement dans la catégorie Incubator, comme Distribution, BizDev (relation business), ou KDE.

### Projets Native-Lang
Les projets de langues visent à « représenter, coordonner et étendre à travers le monde les communautés linguistiques d’utilisateurs, de développeurs et de marketing ». Ces projets permettent aux communautés de dialoguer et travailler dans leur langue originale en restant hébergées par le site OpenOffice.org, et de proposer toutes sortes d'informations pour les utilisateurs des pays correspondants. Une trentaine de langues ont ainsi un espace consacré sur le site. Certaines langues ont des projets très avancés, comme le projet français, d’autres moins. 29 langues sont proposées en téléchargement sur les 89 projets de traduction du logiciel dans une langue (octobre 2009).

### Direction
Le projet est administré par le Community Council élu par les membres de la Communauté. Ce conseil est responsable de la médiation des conflits, suggère des objectifs dans le projet, et, plus généralement, fournit un forum pour remédier aux points problématiques du projet. Il est composé de neuf membres élus, dont cinq chefs de projets, deux représentants des projets Native-lang, un représentant des utilisateurs, et un membre du Staff Sun. Tout le monde peut participer à OpenOffice.org, et les responsabilités vont croissant avec l’implication dans le projet. Au niveau le moins élevé, l’« utilisateur » peut faire des suggestions ou rapporter des bugs. Un «contributeur» est quelqu’un qui contribue au projet en écrivant du code ou de la documentation. Un «développeur» est un contributeur régulier qui a obtenu les droits d’écriture dans le projet après avoir été parrainé par un autre développeur. Au niveau le plus haut, un « responsable de projet », nommé par les développeurs, donne les directives pour son projet.
Plusieurs milliers de personnes de par le monde contribuent à OpenOffice.org avec divers degrés d’implication. La plupart des contributeurs sont des individus ou des sociétés intéressés au succès d’une suite bureautique libre. Le plus important soutien vient de la part de Sun Microsystems (rachetée par Oracle), qui confie à plusieurs dizaines de ses salariés de travailler au projet.

### Projets dérivés
Du fait de sa licence libre, Openoffice.org a servi de base à d'autres projets :

#### Version nomade
Framasoft propose dans ses packs Framakey, une version portable d'OOo pouvant se lancer d'une  clé USB dans un environnement Windows. C'est la version française de celle proposée par PortableApps.com. Il n'existe pas à l'heure actuelle de version pouvant se lancer sous Mac OS X et Linux (la version Windows peut se lancer via Wine sous Linux).

#### NeoOffice
NeoOffice est une version d'OOo sous GPL. Initialement pour Solaris, Linux ainsi que Mac OS X, elle n'est plus développée que pour ce dernier. Les versions de la branche 2 demandaient d'utiliser X11 pour fonctionner sous Mac OS X. NeoOffice se proposait alors de réaliser une intégration native d'OOo sous l'interface Aqua et d'utiliser au mieux les spécificités de Mac OS X.

#### OOo4Kids
Créé par l'association EducOOo (elle-même issue du projet Éducation), OOo4Kids se propose de fournir un logiciel de bureautique orienté vers les 7-12 ans. Il existe actuellement des versions dans dix-sept langues (dont allemand, anglais, espagnol, français, italien, néerlandais, portugais et mandarin), portées sous trois systèmes d'exploitation différents, et pour plusieurs architectures de microprocesseurs : Intel, PowerPC, Mips et ARM).

#### OOoLight
OOoLight est une version très proche de OOo4Kids, disponible sous Windows, Linux et Mac OS X. Il est fondé sur les mêmes codes sources. La partie graphique est différente, et il est possible de créer des feuilles de calcul allant jusqu'à 1 024 lignes et 128 colonnes (contre 256 lignes et 64 colonnes maximum pour OOo4Kids).

#### LibreOffice
À la suite du rachat de Sun Microsystems par Oracle, la communauté d'OOo se détache de son nouveau propriétaire et crée une fondation indépendante, The Document Foundation, pour continuer à développer une suite bureautique libre dérivée de OOo, LibreOffice, disponible sous Windows, Linux et Mac OS X. La première version est la 3.3 car la branche LibreOffice est dérivée de la version 3.2 de OOo (dernière version du tronc commun).

#### Apache OpenOffice
À la suite de la cession du produit y compris le code source, les marques déposées, les noms de domaine et le site web OpenOffice.org par Oracle à la fondation Apache, celle-ci édite sa suite bureautique sous le nom Apache OpenOffice tout en conservant le nom initial OpenOffice.org.

## Fonctionnement interne

### Aperçu des couches techniques
Du fait de sa nature open source, le fonctionnement interne d'OpenOffice.org est connu, et les technologies utilisées sont accessibles et documentées. La suite bureautique s'organise en plusieurs couches, employant chacune des technologies spécifiques. La couche application, la plus haute, comprend les modules visibles par l'utilisateur (Writer, Draw, etc.). La couche framework contient les parties en commun de ces modules, tels que la gestion des documents, ou les boîtes de dialogue communes, à travers les modules sfx2 et offmgr. La couche infrastructure contient divers modules comme UNO, le modèle de composants internes, ou GSL, la couche d’objets scientifiques, y compris les widgets de l’interface via VCL. Aux couches les plus basses, des modules d’abstraction du système comme SAL garantissent sa portabilité à OpenOffice.org.

### Modèle objet UNO
Le moyen le plus simple de programmer le logiciel, à un niveau plus avancé que celui d’une simple Macro utilisateur, est d’utiliser UNO. Universal Network Object est le modèle de composants d’OpenOffice.org. Il offre l’interopérabilité entre différents langages de programmation, différents modèles d’objets, différentes architectures et différents processus, de manière locale, en réseau ou par Internet. Ces composants sont instanciés par un gestionnaire de service, et communiquent entre eux aux travers de ponts (bridges), en utilisant des interfaces précises définies avec le langage UNO IDL, similaires au même concept CORBA. Les ponts permettent de standardiser la communication entre des interfaces implémentées dans des langages différents. Il existe à l’heure actuelle des bindings pour C, C++, Java et Python permettant de développer de nouveaux composants, ou d’accéder aux fonctionnalités de ceux existant dans ces langages.

### Outils graphiques (toolkits)
L’héritage de StarOffice est très visible dans les premières versions d’OpenOffice.org, notamment sur les plateformes GNU/Linux et Solaris, où la politique de ressemblance au widget près à Microsoft Office est moins pertinente. Les versions suivantes (1.1.x) visent à apporter de plus en plus un look and feel natif à OpenOffice.org, c’est-à-dire de fournir un logiciel au graphisme et au comportement familier sur toutes les plateformes. Sun et Novell (Ximian) fournissent des distributions d’OpenOffice.org dans leurs bureaux GNOME respectifs Java Desktop et Ximian Desktop. L’intégration graphique d’OpenOffice.org dans GNOME prend la forme d’un jeu d’icônes adapté, et de couleurs fonctions du thème graphique utilisateur. L’environnement de bureau KDE intègre lui aussi OpenOffice.org via des projets comme Cuckooo (OOo dans un Kparts) ou KDE vlcplug (utiliser Qt pour dessiner les widgets).
Le port Mac OS X a pour objectif de se dispenser du serveur X Window, (voir section « Intégration MacOSX »), tandis que le fork (logiciel dérivé) NeoOffice vise déjà ce but en parallèle.
Les vendeurs distribuant OpenOffice.org, comme les vendeurs de distributions GNU/Linux commerciales, appliquent souvent leur propre thème graphique pour intégrer OpenOffice.org à leurs produits. C’est notamment le cas de Red Hat Fedora, Novell SUSE, et Mandriva Linux. L'intégration du toolkit graphique vise aussi souvent à simuler le feel, c’est-à-dire le comportement des widgets.

#### Intégration Mac OS X
La suite OpenOffice.org 1.0 est critiquée pour ne pas avoir l'aspect et le comportement des applications natives de la plateforme sur laquelle elle est en fonctionnement. À partir de la version 2.0, OpenOffice.org utilise le Native Widget Framework widget toolkit, les icônes, les bibliothèques de rendu de fontes, pour une variété de plateformes, afin de coller au mieux à l'aspect d’une application native tout en offrant plus d'attrait à l'utilisateur. Cette question d'intégration est particulièrement mise en évidence sur Apple Mac OS X, où l’interface d'utilisation est singulièrement différente des autres plateformes, et demande par ailleurs l’utilisation d’outils de programmation non familiers pour la plupart des développeurs d’OpenOffice.org.
Il y a deux implémentations d’OpenOffice.org disponibles sous Mac OS X : OpenOffice.org Aqua et OpenOffice.org Mac OS X (X11). OpenOffice.org Aqua est disponible pour Mac OS X Tiger et Leopard, que ce soit pour l'architecture Intel ou pour architecture PowerPC, cette version désigne la version stable et officielle d'OpenOffice.org sous Mac OS X. Après une première étape utilisant le toolkit Carbon, OpenOffice.org Aqua est maintenant passée à la technologie Cocoa. Depuis la version 3.0, elle est complètement native sous Aqua. OpenOffice.org Mac OS X (X11), qui n'est plus officiellement maintenue, nécessite l'installation de X11.app ou XDarwin, et est un port très proche de la très testée version Unix. Elle est fonctionnellement équivalente à la version Unix, et son interface d'utilisation est la même, ainsi que son aspect et son comportement; par exemple, l’application utilise sa propre barre de menu (menu bar) au lieu du menu Mac OS X, situé en haut de l’écran. La conversion des fontes du système est nécessaire pour que celles-ci soient utilisables par la version X11 d’OpenOffice.org (cette conversion est faite lors du premier lancement d’OpenOffice.org).

### Format de stockage OpenDocument et import
Le format de documents utilisé nativement par OpenOffice.org à partir de sa version 2, donc depuis octobre 2005, est OpenDocument. OpenDocument est fondé sur le XML. Ce format permet de refléter la structure interne du document et de séparer le contenu et la mise en forme. Il est admis comme standard par l’OASIS, puis normalisé ISO 26300. Sa nature normalisée, claire, concise et librement utilisable, facilite grandement sa manipulation par de nombreux outils externes, ou même des utilisateurs expérimentés. Connaître le format de stockage OpenDocument est utile non seulement pour les programmeurs bénévoles d'OpenOffice.org, mais aussi pour les développeurs d’outils de traitements de données documentaires. Cela amène aussi les professionnels à considérer OpenDocument comme le format préférentiel d'archivage de documents, car il rend le fichier indépendant du logiciel choisi. Pour de nombreuses administrations et entreprises, il constitue la  première motivation de l'adoption d'OpenOffice.org.
Concrètement, les fichiers produits par OpenOffice.org sont des archives compressées « zip » de plusieurs fichiers XML, organisés comme suit : meta.xml (informations sur le document (auteur, date d’accès…)), styles.xml (les styles utilisés dans le document), content.xml (le contenu principal (texte, tableaux, éléments graphiques)), et settings.xml (les informations spécifiques aux réglages du logiciel). En plus de ces fichiers, tous les objets intégrés au document sont sauvegardés dans leur format original, XML pour des objets OpenOffice.org, et binaires pour la plupart des autres objets, placés dans des répertoires consacrés, dans l’archive zip.
| Module           | OOo 1.1 | OOo 1.1 (modèle) | OOo 2.0+ (OpenDocument) | OOo 2.0+ (modèle) |
| ---------------- | ------- | ---------------- | ----------------------- | ----------------- |
| Writer           | .sxw    | .stw             | .odt                    | .ott              |
| Impress          | .sxi    | .sti             | .odp                    | .otp              |
| Draw             | .sxd    | .std             | .odg                    | .otg              |
| Calc             | .sxc    | .stc             | .ods                    | .ots              |
| Formula          | .sxm    | .stm             | .odf                    | .otf              |
| master-documents | .sxg    | -                | élément                 | -                 |
| Base             | -       | -                | .odb                    | -                 |

Le « x » central de la branche 1.x est remplacé par un « t » lorsqu’il s’agit d’un modèle (template en anglais). De même, le « d » central de OpenDocument est remplacé également par un « t » lorsqu’il s’agit des modèles.
Toutes les versions d'OpenOffice.org permettent l'import des documents enregistrés dans les anciens formats binaires (extensions en .doc, .xls, .ppt), et disposent également d'une option d'enregistrement dans ces mêmes formats afin de permettre l'interopérabilité avec les utilisateurs ne disposant pas d'une suite bureautique compatible OpenDocument. Microsoft Office 2010 supporte aussi ce format. À partir de sa version 3, OpenOffice.org permet également l'import des documents enregistrés au format Microsoft Office 2007 (extensions en .docx, .xlsx, .pptx). Les macros VBA ne sont pas compatibles. Un redéveloppement des fonctionnalités VBA dans le langage de programmation d'OOo permet une migration partielle des fonctions sans réécriture.
Il existe des incompatibilités entre les différentes familles d'OpenOffice. En effet, les feuilles de calculs créées avec l'OpenOffice d'IBM (Symphony) donnent des résultats différents lues avec celle d'Oracle, qui est la plus diffusée.

### Sécurité
S'agissant d’une solution open-source, laquelle prend de l'ampleur, la question de la sécurité se pose comme pour n'importe quel autre logiciel. La seule différence tient au fait que le système étant totalement ouvert, l’analyse de sécurité est grandement facilitée. En juin 2006, la société Kaspersky déclare avoir détecté un virus pour OpenOffice, dénommé StarDust. Un communiqué officiel d’OpenOffice semble cependant indiquer que le code en question ne serait pas réellement un virus, n’ayant pas de caractère autoreproducteur,. Début juillet 2006, trois failles de sécurité ont été découvertes et les correctifs publiés. Cependant, sur le plan du développement, la suite d’OpenOffice est considérée d’une excellente qualité[réf. nécessaire], avec très peu de failles critiques détectées à ce jour et qui ont été corrigées dans les heures suivant leur découverte.

## Identité visuelle

Logo jusqu'à la version 3.2.
Logo depuis la version 3.2.1.

### Logo de l'application principale

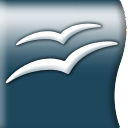
Logo des versions 2.
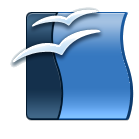
Logo de la version 3.0 à 3.2.
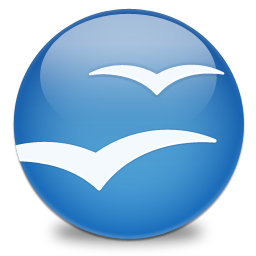
Logo depuis la version 3.2.1.